# Meliboeus sinaiticus
Meliboeus sinaiticus es una especie de escarabajo del género Meliboeus, familia Buprestidae. Fue descrita científicamente por Théry en 1935.